# Andrew Wagih
Andrew Wagih Shoukry (* 25. September 1990 in Kairo) ist ein ehemaliger ägyptischer Squashspieler. 

## Karriere
Andrew Wagih begann seine Karriere im Jahr 2007 und gewann acht Titel auf der PSA World Tour. Seine beste Platzierung in der Weltrangliste erreichte er mit Rang 48 im März 2013. Er qualifizierte sich erfolgreich für die Weltmeisterschaft 2013, schied aber in der ersten Runde aus.

## Erfolge
- Gewonnene PSA-Titel: 8